# Оксид берилію
Окси́д бери́лію — неорганічна бінарна сполука Берилію та Оксигену складу BeO. Являє собою білі гексагональні кристали. Проявляє амфотерні властивості.
Завдяки своїй тугоплавкості застосовується для виготовлення тиглів та облицювання печей. Поширений у складі мінералів берилу, хризоберилу, фенакіту та гельвіну. Дана сполука є канцерогеном.

## Поширення у природі

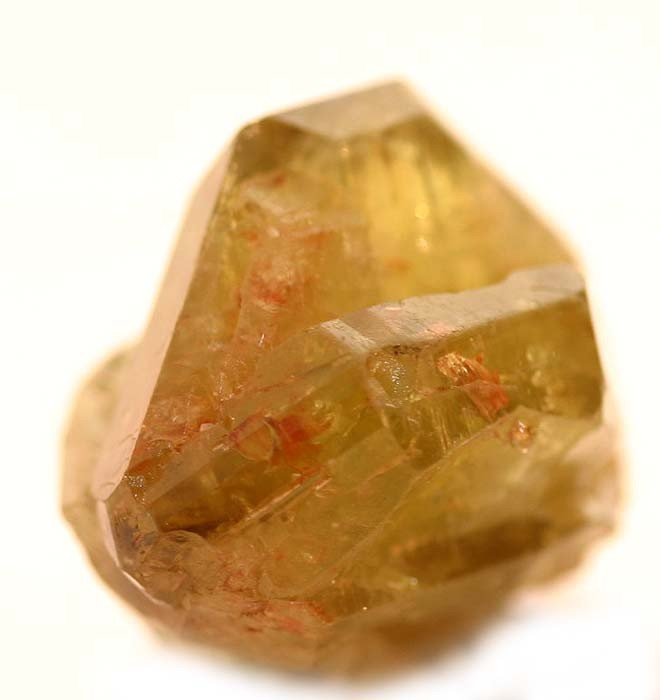
Хризоберил

Оксид берилію поширений у природі переважно у вигляді силікатів. Найважливішими мінералами для добування BeO є берил, хризоберил, фенакіт та гельвін. Дещо менший вміст BeO спостерігається також у бромеліті, евклазі, даналіті.

## Хімічні властивості
Оксид берилію не реагує з водою. Проявляє амфотерні властивості — взаємодіє як із кислотами, так і з лугами (та відповідними оксидами):
{\displaystyle \mathrm {BeO+2HCl_{(conc.)}\rightarrow BeCl_{2}+H_{2}O} }
{\displaystyle \mathrm {BeO+H_{2}SO_{4(conc.)}\rightarrow BeSO_{4}\downarrow +H_{2}O} }
{\displaystyle \mathrm {BeO+NaOH_{(conc.)}+H_{2}O{\xrightarrow {t}}Na_{2}[Be(OH)_{4}]} }
{\displaystyle \mathrm {BeO+2NaOH_{(conc.)}{\xrightarrow {250-300^{o}C}}Na_{2}BeO_{2}+H_{2}O} }
Оксид легко піддається флуоруванню:
{\displaystyle \mathrm {BeO+2HF{\xrightarrow {220^{o}C}}BeF_{2}+H_{2}O} }
{\displaystyle \mathrm {BeO+4HF_{(conc.)}\rightarrow H_{2}[BeF_{4}]+H_{2}O} }
{\displaystyle \mathrm {2BeO+2F_{2}{\xrightarrow {>400^{o}C}}2BeF_{2}+O_{2}} }
За допомогою сильних відновників, наприклад, магнію чи графіту, берилій можна відновити з оксиду:
{\displaystyle \mathrm {BeO+Mg{\xrightarrow {700-800^{o}C}}Be+MgO} }
{\displaystyle \mathrm {2BeO+3C{\xrightarrow {1800-1930^{o}C}}Be_{2}C+2CO} }

## Отримання
Окрім добування з мінералів, оксид берилію також можна синтезувати в лабораторних умовах. Оксид утворюється в результаті згоряння металічного берилію на повітрі, а також при термічній дисоціації кисневмісних сполук берилію:
{\displaystyle \mathrm {2Be+O_{2}{\xrightarrow {900^{o}C}}2BeO} }
{\displaystyle \mathrm {Be(OH)_{2}{\xrightarrow {200-800^{o}C}}BeO+H_{2}O} }
{\displaystyle \mathrm {BeCO_{3}{\xrightarrow {>180^{o}C}}BeO+CO_{2}} }
{\displaystyle \mathrm {2Be(NO_{3})_{2}{\xrightarrow {>1000^{o}C}}2BeO+4NO_{2}+O_{2}} }
{\displaystyle \mathrm {BeSO_{4}{\xrightarrow {547-600^{o}C}}BeO+SO_{3}} }

## Безпека
Оксид берилію, як і інші його сполуки, належать до канцерогенів. Тривалий контакт зі сполукою здатен спричиняти появу берилієвої хвороби або бериліозу.

## Застосування
Берилій оксид застосовують як каталізатор, а також як вогнетривкий матеріал для виготовлення тиглів та внутрішнього облицювання електричних печей.